# 孙龙德
孙龙德（1962年3月15日—），山东寿光人，天然气田开发工程与石油地质专家，中国工程院院士，现任中国石油天然气集团公司科技委员会副主任、中国石油天然气股份有限公司副总裁、中国石油学会副理事长。

## 履历[1]
- 1983年，毕业于华东石油学院石油地质勘探专业。
- 2000年，获中国科学院地质学博士学位。
- 2011年，当选中国工程院院士。